# Савитри (поэма)
«Савитри» — монументальная поэма индийского поэта Шри Ауробиндо на сюжет одного из эпизодов «Махабхараты». Самое большое поэтическое произведение на английском языке: состоит из 12-ти книг объёмом 24 000 строк. Центральная тема — философский спор Любви и Смерти, олицетворённых в действующих лицах Савитри и Ямараджи.
Посредством художественных образов Шри Ауробиндо раскрывает оккультную роль персонажей и выражает собственный опыт постижения духовного наследия Индии. Подробное описание символических путешествий и пространств передаёт содержание духовных опытов и пути самого Шри Ауробиндо. В поэме отражены основные утверждения интегральной йоги и философское обоснование возможности физического бессмертия, на основе дальнейшей эволюции и преобразования природы человека.
Шри Ауробиндо работал над поэмой на протяжении 35 лет и считал её главным трудом своей жизни. Он поставил перед собой задачу — создать откровение в виде мантры, при помощи которой оккультные уровни стали бы доступны человеку. По словам самого Шри Ауробиндо, он использовал «Савитри» как средство восхождения, инструмент в своей садхане, переписывая раз от раза, когда достигал более высокого йогического уровня, поэтому существует более десяти рукописных вариантов.
Согласно Шри Ауробиндо, сам сюжет поэмы является завуалированным символом, скрывающим глубокое оккультное значение о причине сотворения мира и его спасении Божественной Милостью: богиня утренней зари (Гайатри) представлена принявшей земную судьбу в виде родившейся в смертном теле женщины Сарасвати.